# Rhodolaimus aqauticus
Rhodolaimus aqauticus är en rundmaskart. Rhodolaimus aqauticus ingår i släktet Rhodolaimus och familjen Bunonematidae. Inga underarter finns listade i Catalogue of Life.